# キタオポッサム
キタオポッサム (Didelphis virginiana) は、オポッサム目オポッサム科オポッサム属に分類される有袋類。

## 分布
アメリカ合衆国、カナダ南部、グアテマラ、コスタリカ北部、ニカラグア、ベリーズ、ホンジュラス、メキシコに分布。アメリカ合衆国西部には元々分布せず人為的に移入されたが、その後北上してカナダ南西部にまで分布している。

## 形態
体長35-55cm。尾長25-55cm。体重1-2.5kg。オポッサム科最大種。尾には体毛がなく、物に巻きつけることができる。頭部の毛は白い。
耳介は大型で、体毛がない。
乳頭の数は13。

## 分類
- Didelphis virginiana virginiana Kerr, 1792
- Didelphis virginiana californica Bennett, 1833
- Didelphis virginiana pigra Bangs, 1898
- Didelphis virginiana yucatanensis J.A. Allen, 1901

## 生態

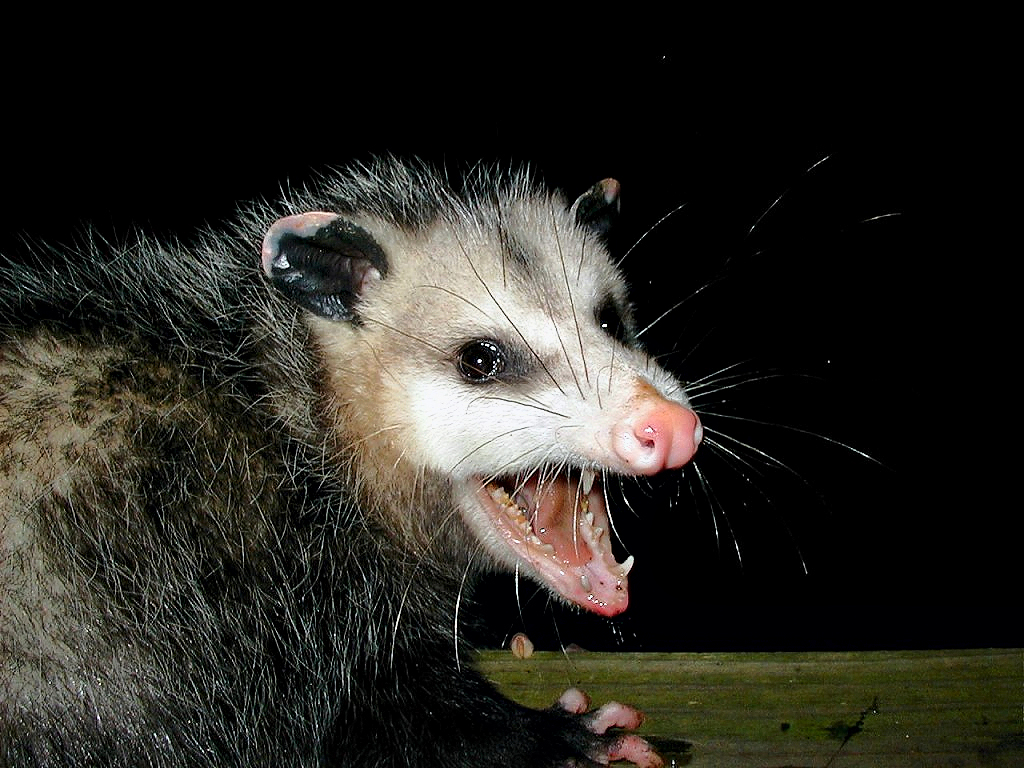

草原や森林、農耕地、市街地といった様々な環境に生息する。主に地表棲だが、木登りも上手く樹上でも活動する。夜行性で、昼間は木の洞や岩の下、地面に掘った穴の中などで休む。オスは唾液を物につけて、自分の存在を主張する。外敵に襲われると体を丸め、舌を出して臭い匂いを発する擬死行動を行う。
食性は雑食で、昆虫類、節足動物、両生類、爬虫類、鳥類とその卵、小型哺乳類、動物の死骸、果実などを食べる。
繁殖形態は胎生で、1回に10頭以上の幼獣を産み、1回に56頭を産んだ記録もある。しかし乳頭の数が13個と限られているため、幼獣たちにとっては早い者勝ちの競争状態であり、幼獣が乳頭を吸うと、乳頭は膨らんで幼獣の口から離れない。そして全ての乳頭が幼獣によって占領されてしまうと、もう残りの幼獣は乳が飲めないため生き延びる術はない。そのため一度に母親が育てる幼獣の数は最大13頭である。これは少しでも強い個体を残すための種内競争と考えられており、同じ有袋類のタスマニアデビルやフクロネコなどにも同様の未熟な幼獣による限られた数の乳頭をめぐる生存競争が見られる。幼獣は生後70日ほどは育児嚢の中で過ごす。幼獣が大きくなると、親は胴体や尾に乗せて移動する。
天敵はジャガー、ピューマ、カナダオオヤマネコ、オセロット、コヨーテ、ハクトウワシ、アメリカワニ。

## 人間との関係
前述のとおり市街地などでも見られたりと、人間の生活空間に入りこみ適応している。
毛皮や食用目的で狩猟されることもある。